# LGA 1150
FCLGA 1150 (inaczej Socket H3) – gniazdo procesora firmy Intel dla procesorów z serii Haswell, które zostało oficjalnie zaprezentowane w czerwcu 2013 roku na targach Computex.  Nie jest ono zgodne z poprzednimi gniazdami LGA 1156 i LGA 1155.